# Liste der Naturdenkmale in Wallendorf (Eifel)
Die Liste der Naturdenkmale in Wallendorf nennt die im Gemeindegebiet von Wallendorf ausgewiesenen Naturdenkmale (Stand 13. April 2024).

## Naturdenkmale
| Nr.         | Bezeichnung           | Lage                                            | Beschreibung                                      | Bild                                    |
| ----------- | --------------------- | ----------------------------------------------- | ------------------------------------------------- | --------------------------------------- |
| ND-7232-471 | Tränenlay             | südlich des Ortes; Abteilung Bei Dillingen Lage | Felsformation                                     | Direkt Bild zu diesem Denkmal hochladen |
| ND-7232-487 | Wasserfall an der L 1 | östlich des Ortes; Abteilung In der Hell Lage   | Wasserfall des Lapigtbachs; teilweise zu Biesdorf | Direkt Bild zu diesem Denkmal hochladen |